# Хасэгава, Юи
Ю́и Хасэга́ва (яп. 長谷川 唯 Хасэгава Юи, род. 29 января 1997, Мияги) — японская футболистка, полузащитник английского клуба «Манчестер Сити» и сборной Японии. Победительница Кубка Азии 2018, участница чемпионата мира 2019 и летних Олимпийских игр 2020.

## Клубная карьера

### Ниппон Токио Верди Белеза
С 2009 по 2012 занималась школе «Ниппон ТВ Белеза», а в 2013 году присоединилась к первой команде. C 2013 по 2019 гг. в составе «Ниппон ТВ» становилась 5-кратной чемпионкой  Японии (2015, 2016, 2017, 2018, 2019) и 4 раза обладательницей Кубка Императрицы (2014, 2017, 2018, 2019). Хасэгава впервые была выбрана в Nadeshiko League Best XI в сезоне 2017 года. Она повторила этот подвиг снова в 2018, 2019 и 2020 годах. В возрасте 21 года она достигла отметки в 100 матчей в лиге за клуб.

### Милан
29 января 2021 года во время зимнего трансферного окна перешла из «Токио Верди Белеза» в клуб итальянской Серии А «Милан». 27 февраля 2021 года дебютировала за «Милан» в выездном матче Серии А против «Пинк Бари» (6:1), выйдя в стартовом составе, и забила свои первые голы за новую команду, отметившись дублем на 31-й и 60-й минутах. 14 марта 2021 года дебютировала в розыгрыше Кубка Италии сезона 2020/21 в матче против «Интернационале» (1:2). Свой третий гол в Серии А забила 18 апреля 2021 года в ворота «Наполи» (4:0), отличившись на 24-й минуте. По итогам сезона 2020/21 «Милан» финишировал на 2-м месте в Серии А, выиграв серебряные медали чемпионата, а также впервые в истории квалифицировался в Лигу чемпионов УЕФА. В розыгрыше Кубка Италии 2020/21 пробилась с командой в первый в истории клуба финал национального кубка, в котором «Милан» сыграл с «Ромой» вничью 0:0, а в серии послематчевых пенальти уступил со счётом 3:4 (Хасэгава пенальти не пробивала). Всего в сезоне 2020/21 провела за «Милан» 13 поединков во всех турнирах (9 в Серии А и 4 в Кубке Италии), в которых отметилась 3 мячами.

### Вэст Хэм Юнайтед
18 августа 2021 года подписала двухлетний контракт с английским клубом «Вест Хэм Юнайтед», выступающем в Женской суперлиге. 5 сентября 2021 года дебютировала в «Вест Хэм Юнайтед», выйдя в стартовом составе в матче Женской суперлиги против «Брайтон энд Хоув Альбион» (0:2). В своем первом сезоне с «молотобойцами» Хасэгава помогла клубу достичь шестого места, лучшего результата в лиге на данный момент, и вышла в полуфинал женского Кубка Англии.

### Манчестер Сити
8 сентября 2022 года Хасэгава подписала трехлетний контракт с женской командой Суперлиги «Манчестер Сити». Во время работы в «Манчестер Сити» она начала играть в качестве опорного полузащитника под руководством менеджера Гарета Тейлора, заполнив пробел, образовавшийся после ухода Киры Уолш в «Барселону». Она забила свой первый гол за клуб в победном матче со счетом 4:0 против «Лестер Сити» 16 октября 2022 года. В своем первом сезоне с клубом Хасэгава помогла «Манчестер Сити» занять четвёртое место в лиге, а также выйти в полуфинал Кубка женской лиги Англии. Она была в составе команды года PFA WSL 2022/23 по итогам сезона. 7 сентября она была номинирована в качестве одного из 30 кандидатов на«Золотой мяч» среди женщин.
23 января 2023 года Юи подписала продление контракта, по которому она останется в «Манчестер Сити» до 2027 года.

## Карьера в сборной
Выступала за сборную Японии (до 17 лет), в составе которой приняла участие в двух чемпионатах мира 2012 и 2014. В 2014 году в составе сборной (до 17 лет) стала чемпионкой мира. В 2016 году представляла сборную Японии (до 20 лет) на чемпионате мира, где завоевала бронзовые медали.
9 февраля 2017 года главный тренер сборной Японии Асако Такакура впервые вызвала Хасэгаву, включив в заявку команды для участия в матчах товарищеского турнира Кубка Алгарве 2017. 1 марта 2017 года дебютировала в сборной Японии в стартовом матче команды на групповом этапе против сборной Испании (1:2), выйдя на замену Рики Масуи на 46-й минуте. В следующем матче 3 марта 2017 года забила свои первые голы за сборную Японии в ворота Исландии (2:0), отличившись на 11-й и 17-й минутах, принесла победу своей команде. Всего провела на турнире 4 игры, а сборная Японии в матче за 5-е место уступила команде из Нидерландов (2:3), финишировав на 6-м. С июля по август 2017 года принимала участие в матчах первого розыгрыша Турнира наций 2017 года, сыграв в 3 играх своей команды против Бразилии (1:1), Австралии (2:4) и США (0:3).
В феврале и марте 2018 года выступала за сборную на Кубке Алгарве 2018, сыграв во всех 4 матчах и забила 1 гол в ворота Исландии (2:1), а японки финишировали на 6-м месте, проиграв в матче за 5-е место сборной Канаде (0:2). Была включена в заявку сборной Японии для участия в матчах Кубка Азии 2018 года в Иордании. На этом турнире сыграла 4 матча, а сборная Японии выиграла турнир (2-й раз в истории), переиграв в финальном матче Австралию со счётом 1:0. В июле 2018 года участвовала в трёх матчах сборной на Турнире наций 2018, которые японки проиграли и заняли последнее 4-е место.
В марте и апреле 2019 года сыграла 3 матча на турнире SheBelieves Cup, где забила гол в ворота Бразилии, который японки выиграли (3:1), но заняли 3-е в итоге место. 10 мая 2019 года была включена в официальную заявку сборной Японии главным тренером Асако Такакурой для участия в матчах чемпионата мира 2019 года во Франции, где команда попала в группу D вместе со сборными Аргентины, Англии и Шотландии. На турнире сыграла против Аргентины (0:0) и Шотландии (2:1) на групповой стадии, а в 1/16 финала против Нидерландов забила единственный гол Японии в игре, сравняв счёт на 43-й минуте, в котором в итоге японки уступили (1:2).
18 июня 2021 года была включена в официальную заявку сборной Японии для участия в матчах футбольного турнира летних Олимпийских игр 2020 года в Токио, где команда попала в группу А вместе со сборными Канады, Великобритании и Чили. На турнире сыграла во всех 3 матчах группового этапа, а также в четвертьфинальном матче против Швеции (1:3).

## Статистика выступлений
| Выступление      | Выступление      | Выступление      | Лига | Лига | Кубок | Кубок | Суперкубок | Суперкубок | Еврокубки | Еврокубки | Итого | Итого |
| Клуб             | Лига             | Сезон            | Игры | Голы | Игры  | Голы  | Игры       | Голы       | Игры      | Голы      | Игры  | Голы  |
| ---------------- | ---------------- | ---------------- | ---- | ---- | ----- | ----- | ---------- | ---------- | --------- | --------- | ----- | ----- |
| Милан            | Серия А          | 2020/21          | 9    | 3    | 4     | 0     | —          | —          | —         | —         | 13    | 3     |
| Милан            | Итого            | Итого            | 9    | 3    | 4     | 0     | —          | —          | —         | —         | 13    | 3     |
| Вест Хэм Юнайтед | Суперлига        | 2021/22          | 2    | 0    | 0     | 0     | —          | —          | —         | —         | 2     | 0     |
| Вест Хэм Юнайтед | Итого            | Итого            | 2    | 0    | 0     | 0     | —          | —          | —         | —         | 2     | 0     |
| Всего за карьеру | Всего за карьеру | Всего за карьеру | 11   | 3    | 4     | 0     | —          | —          | —         | —         | 15    | 3     |

### Голы за сборную
| № | Дата            | Стадион                                    | Оппонент   | Счёт | Результат | Соревнование            |
| - | --------------- | ------------------------------------------ | ---------- | ---- | --------- | ----------------------- |
| 1 | 3 марта 2017    | «Бела Вишта», Паршал, Португалия           | Исландия   | 1:0  | 2:0       | Кубок Алгарве 2017      |
| 2 | 3 марта 2017    | «Бела Вишта», Паршал, Португалия           | Исландия   | 2:0  | 2:0       | Кубок Алгарве 2017      |
| 3 | 5 марта 2018    | «Алгарве», Алгарве, Португалия             | Дания      | 1:0  | 2:0       | Кубок Алгарве 2018      |
| 4 | 25 августа 2018 | «Гелора Сривиджая», Палембанг, Индонезия   | КНДР       | 2:0  | 2:1       | Азиатские игры 2018     |
| 5 | 2 марта 2019    | «Ниссан-стэдиум», Нашвилл, США             | Бразилия   | 3:1  | 3:1       | SheBelieves Cup 2019    |
| 6 | 9 апреля 2019   | «Бентелер Арена», Падерборн, Германия      | Германия   | 1:0  | 2:2       | Товарищеский матч       |
| 7 | 25 июня 2019    | «Роазон Парк», Ренн, Франция               | Нидерланды | 1:1  | 1:2       | Финальные матчи ЧМ-2019 |
| 8 | 6 октября 2019  | «Нихондайра», Судзиока, Япония             | Канада     | 3:0  | 4:0       | Товарищеский матч       |
| 9 | 11 апреля 2021  | Национальный стадион Японии, Токио, Япония | Панама     | 3:0  | 7:0       | Товарищеский матч       |

## Достижения

### Командные
«Ниппон ТВ Белеза»
- Чемпионка Японии (5): 2015, 2016, 2017, 2018, 2019
- Обладательница Кубка Императрицы (4): 2014, 2017, 2018, 2019

«Милан»
- Серебряный призёр чемпионата Италии: 2020/21[8]
- Финалистка Кубка Италии: 2020/21[9]

Сборная Японии
- Победительница Кубка Азии: 2018
- Победительница SheBelieves Cup: 2025

Сборная Японии (до 20 лет)
- Бронзовый призёр чемпионата мира (девушки до 20 лет): 2016

Сборная Японии (до 17 лет)
- Победительница чемпионата мира (девушки до 17 лет): 2014

### Личные
- Команда сезона Надесико-лиги (2): 2017, 2019